# Moscheea Națională a Malaeziei
Moscheea Națională a Malaeziei sau Masjid Negara este o moschee din orașul Kuala Lumpur, Malaezia. Construită într-un design modern și original, aceasta este moscheea națională a acestei țări.

## Istorie
Pe data de 31 august 1957, Malaezia și-a proclamat independența față de Imperiul Britanic. În conformitate cu ideile promovate de noul guvern s-a decis realizarea unor mari proiecte de dezvoltare economică, socială și arhitecturală în întreaga țară. Prin urmare, pe data de 30 iulie 1957, cu o lună înainte de proclamarea independenței, în Consiliul Executiv Federal a fost propusă ideea construirii unei mari moschei în capitala Kuala Lumpur drept simbol național. Cu ocazia unei alte întruniri a consiliului, pe 5 martie 1958, s-a reluat ideea privind construirea moscheii propunându-se numirea viitorului locaș de cult drept Masjid Tunku Abdul Rahman, după numele prim-ministrului Tunku Abdul Rahman Putra Al-Haj, recunoscând astfel meritele sale și rolul său în obținerea independenței. Cu toate acestea, Tunku Abdul Rahman a refuzat această onoare, propunând o altă denumire ce a fost acceptată, aceea de Masjid Negara (Moscheea Națională).
Construcția moscheii a început și a fost finalizată rapid sub coordonarea arhitectului britanic Howard Ashley și a arhitecților malaezieni Hisham Albakri și Baharuddin Kassim. Edificiul a fost construit pe locul unei vechi biserici din anul 1922, terenul acesteia intrând în proprietatea statului malaezian. Moscheea Națională a fost finalizată și inaugurată vineri, 27 august 1965, de către sultanul Tuanku Syed Putra.
Moscheea a suferit renovări majore în anul 1987, iar acoperișul inițial roz este acum acoperit cu gresie de culoare verde și albastră. Minaretul are o înălțime de 73 de metri, iar în sala de rugăciune pot încăpea 15.000 de persoane în acelaș timp. În apropierea sa se află Makam Pahlawan (Mausoleul Eroilor), un loc de înmormântare al mai multor lideri musulmani. Pe data de 27 august 2015, Masjid Negara a sărbătorit Jubileul de aur sau 50 de ani de la inaugurarea sa.

## Galerie de imagini

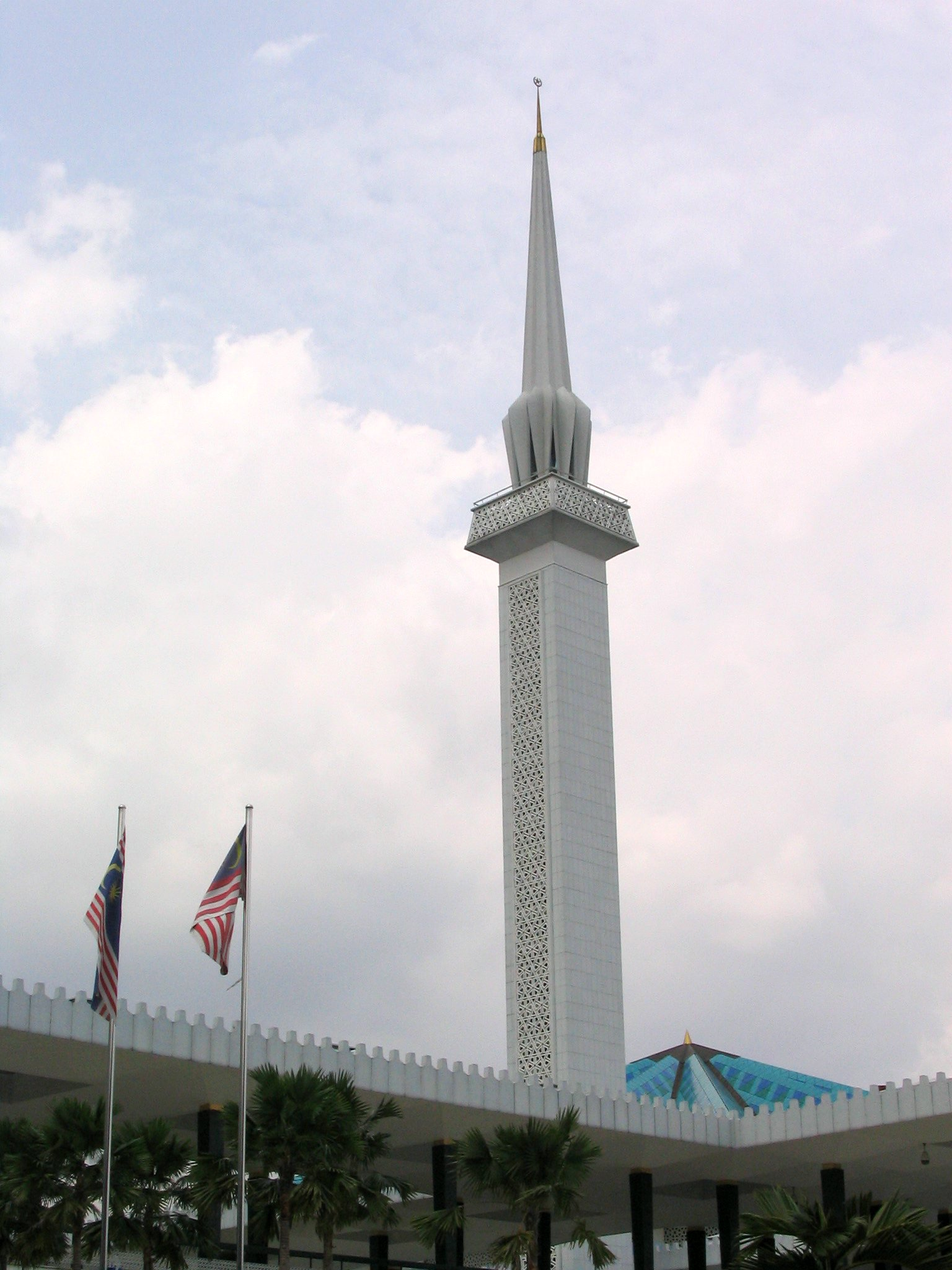
Minaretul.
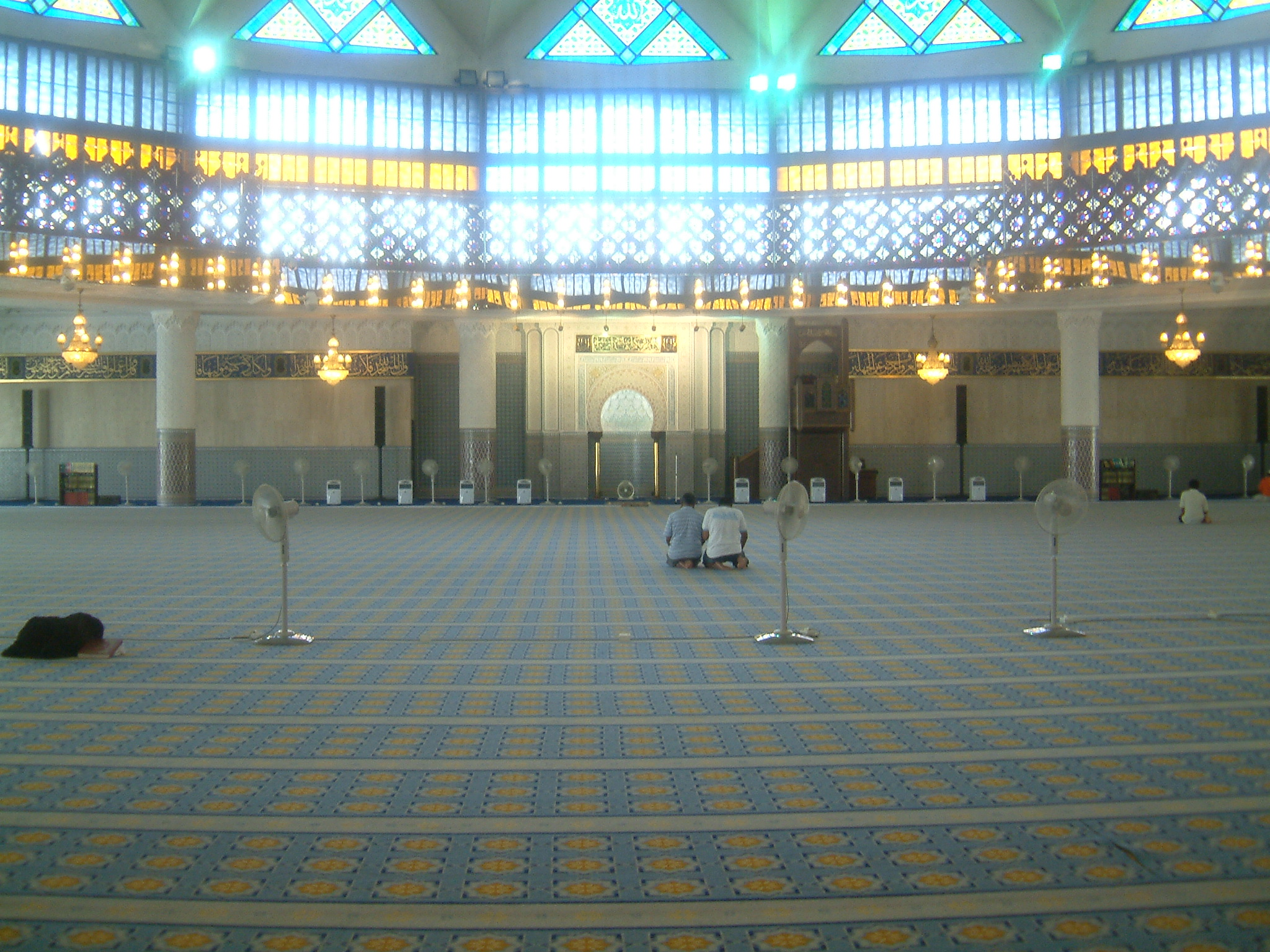
Interior.
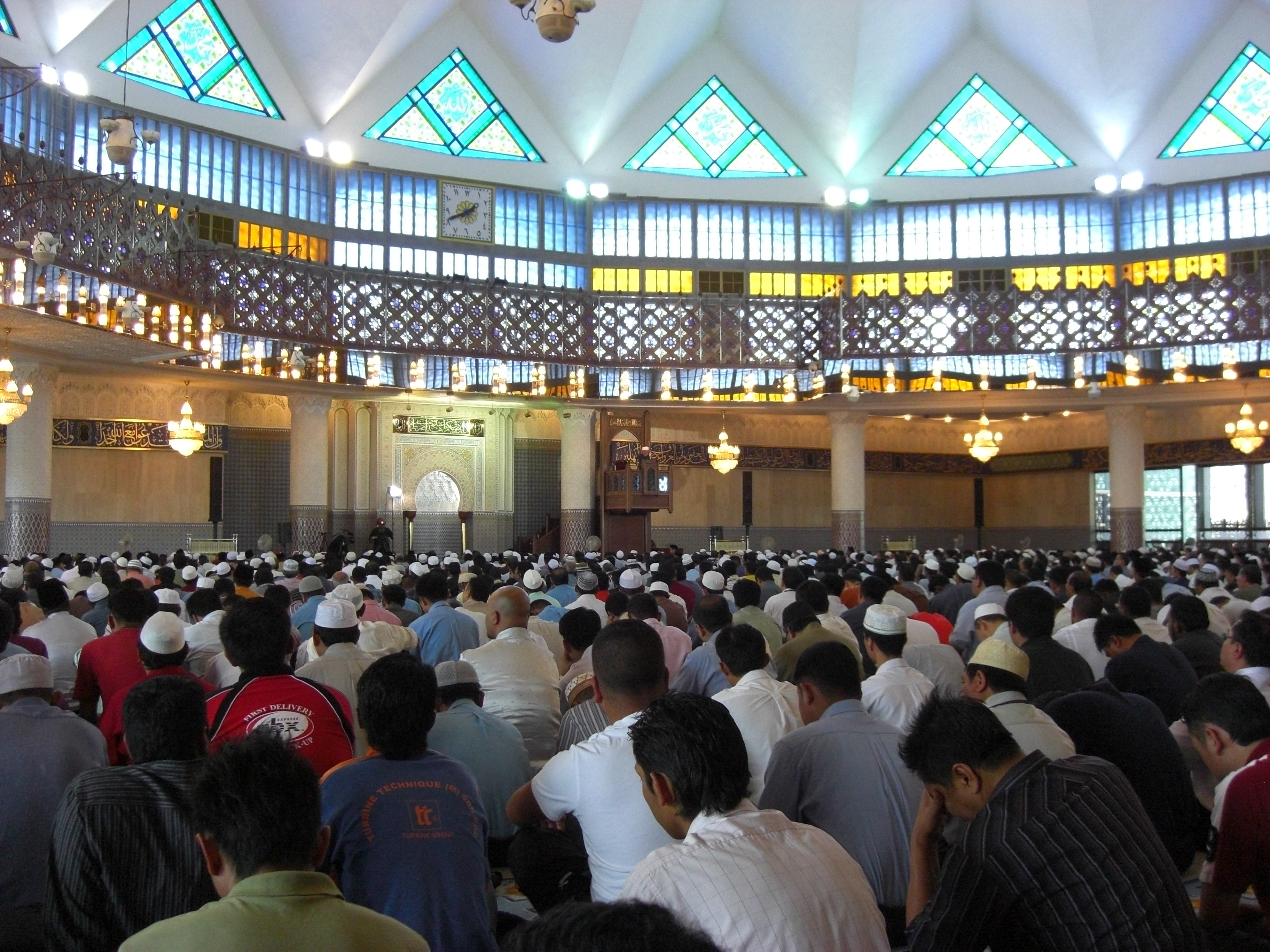
Predica de vineri.
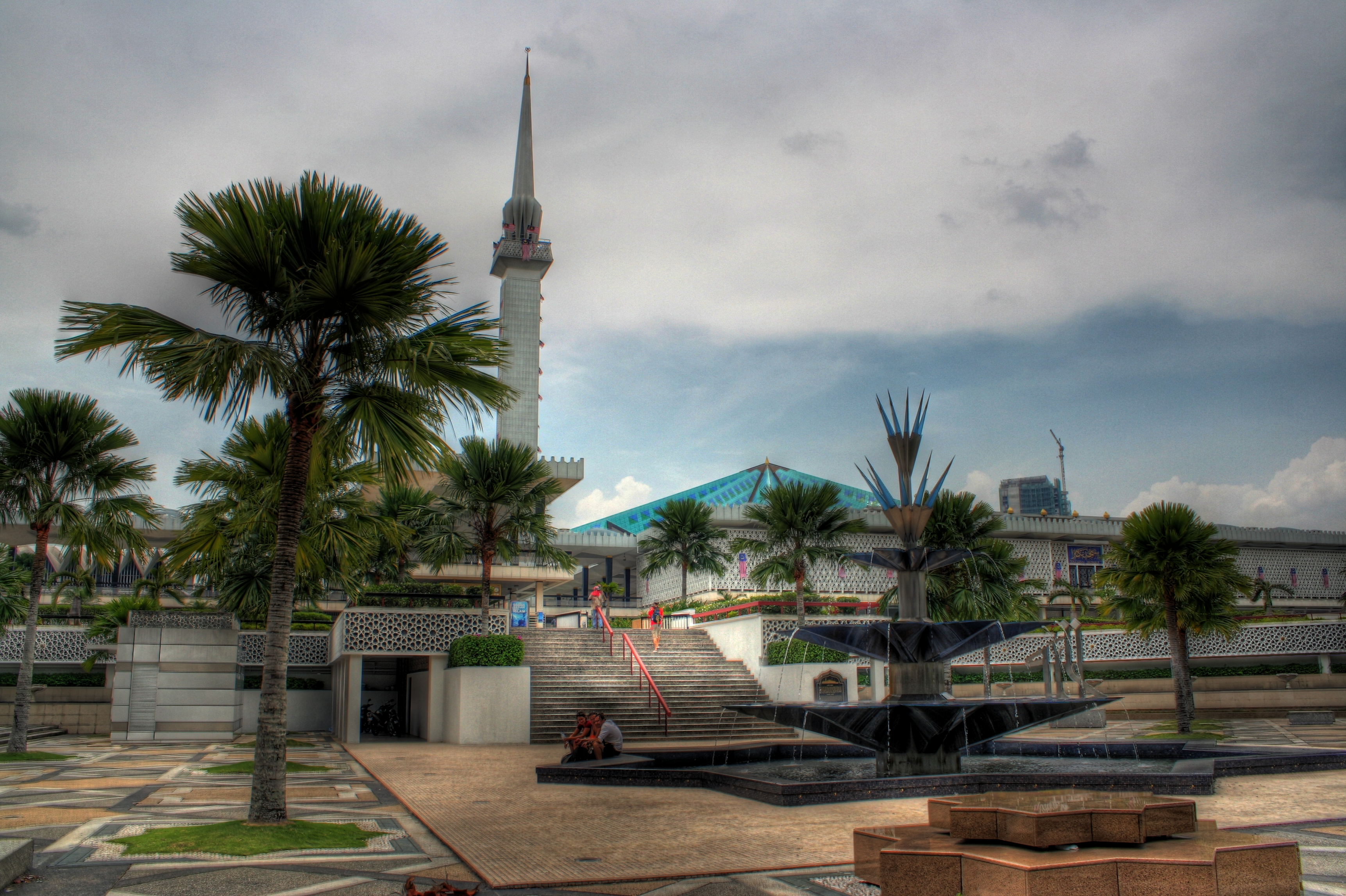
Grădina.